# Disappointment Blues
Disappointment Blues från 1998 är en samlings-EP med ovanligt material från den svenska rockgruppen The Hellacopters. 

## Låtlista
1. "Lone Gone Losers"
2. "Oh Yeah Allright!"/"Freeway to Hell"
3. "Heaven" (Sonic's Rendezvous Band-cover)
4. "Speedfreak" (Motörhead-cover)
5. "Disappointment Blues"
6. "Ferrytale"
7. "455 SD" (Radio Birdman-cover)

White Jazz Records utgåva har "Oh Yeah Allright!" som spår nummer 2, medan Au-Go-Go & Toy's Factorys har "Freeway to Hell".

## Medlemmar
- Kenny Hellacopter
- Robert Hellacopter
- Nicke Hellacopter
- Boba Fett
- Dregen Hellacopter